# Bandar Seri Begawan
Bandar Seri Begawan er hovedstaden i sultanatet Brunei og har 50.000(2015)indbyggere. Byen er hjemsted for blandt andet tekstil- og møbel-produktion. Byen er desuden sæde for Royal Ceremonial Hall, Royal Regalia Building og Brunei History Center.
Omar Ali Saifuddin-moskeen blev bygget i 1958 og har en gigantisk gylden kuppel samt vægge bygget i marmor importeret fra Italien.
Byens navn kommer af det persiske ord Bandar, som betyder "havn", og Seri Begawan kommer af sanskrit, Sri Bhagwan, som betyder "den velsignede". Byen hed tidligere Brunei Town, men skiftede navn den 3. oktober 1970.